# Ископаемые животные
Ископаемые животные — животные прошлых геологических периодов, остатки которых сохранились в разнообразных горных породах осадочного происхождения. Наука, изучающая ископаемых животных, называется палеозоологией. Как правило, ископаемые животные представлены окаменевшими скелетами либо их частями. Изучают их при помощи сравнительно-анатомического метода — сравнивая с родственными ныне живущими формами, а в последнее время - и филогенетическими методами, сравнивая их ДНК с родственными ныне живущими формами. Известно более 200 тысяч видов ископаемых животных. Остатки ископаемых животных позволяют определить геологический возраст отложений. Скопления остатков некоторых ископаемых животных образуют полезные ископаемые.